# Comuna Kotivka, Huseatîn
Kotivka (în ucraineană Котівка) este o comună în raionul Huseatîn, regiunea Ternopil, Ucraina, formată din satele Iemelivka, Kotivka (reședința) și Teklivka.

## Demografie
Componența lingvistică a comunei Kotivka
     Ucraineană (99,58%)
     Alte limbi (0,25%)
Conform recensământului din 2001, majoritatea populației comunei Kotivka era vorbitoare de ucraineană (99,58%), existând în minoritate și vorbitori de alte limbi.